# Hansa-Lloyd

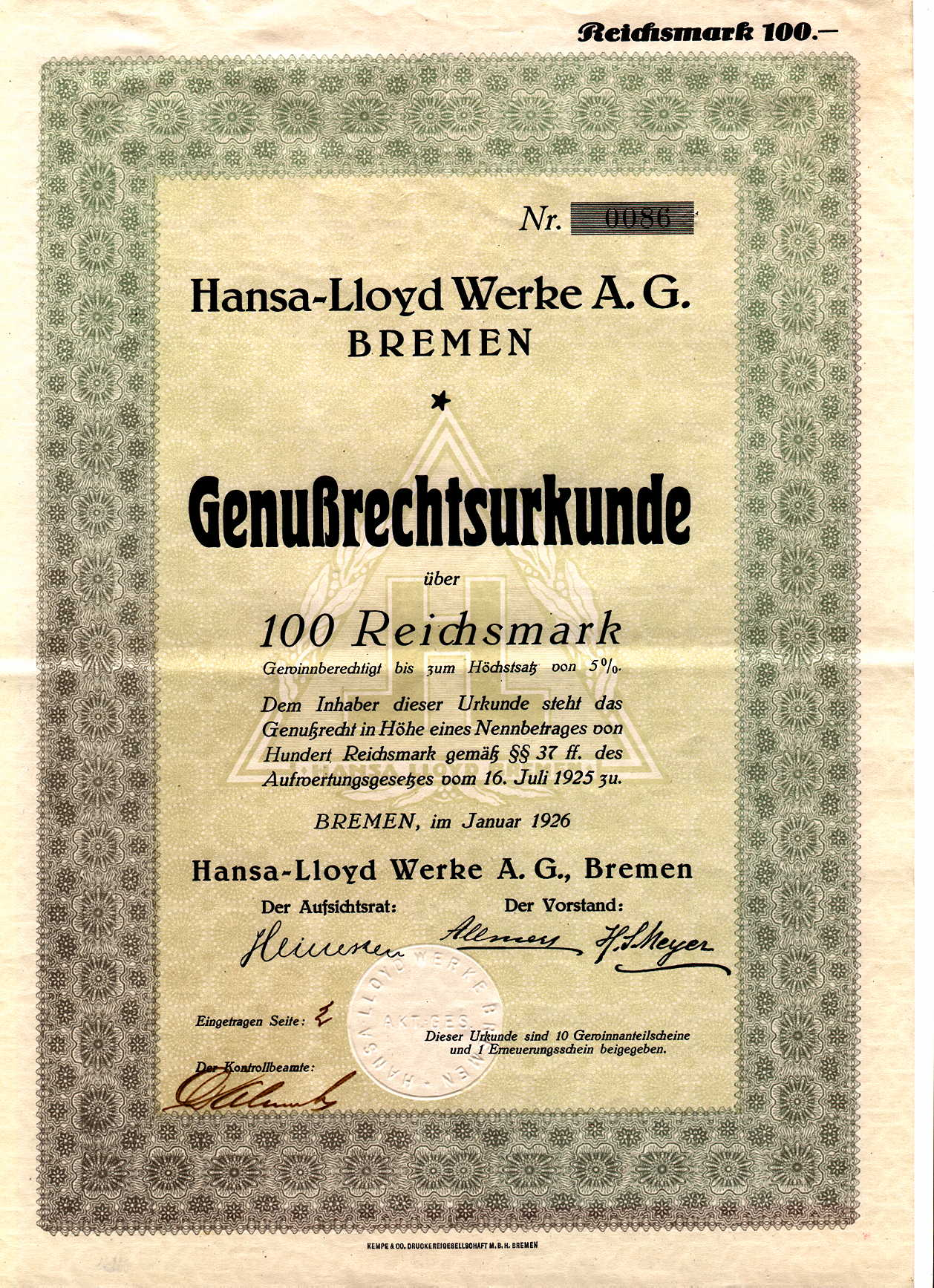
Genussschein von Hansa-Lloyd

Die Hansa-Lloyd Werke A.G. entstand 1914 aus dem Zusammenschluss der Hansa-Automobil GmbH in Varel und der Norddeutschen Automobil und Motoren AG (NAMAG) in Bremen-Hastedt (Föhrenstraße).

## Geschichte

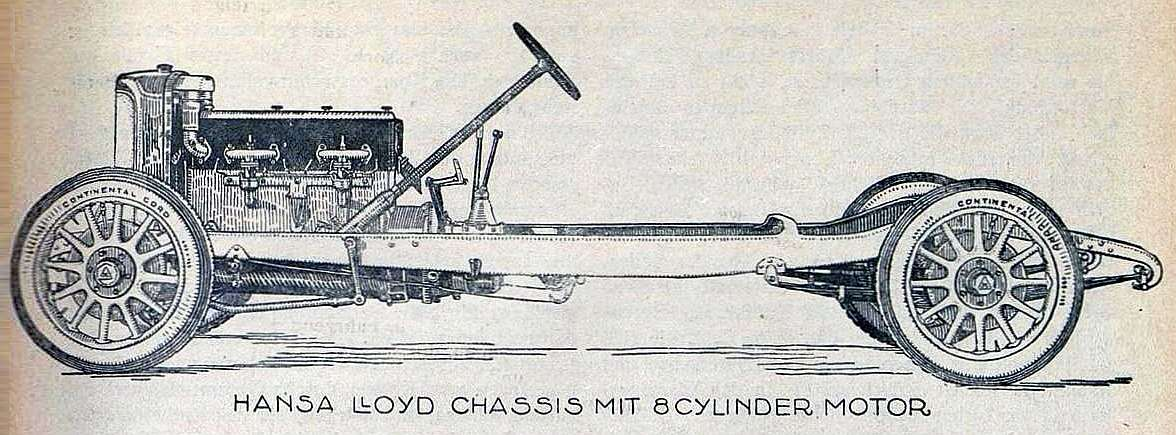
Hansa-Lloyd Chassis 8-Zylinder (1924)

1914 fusionierten die Hansa-Automobil Gesellschaft m.b.H. (Varel) und die Norddeutsche Automobil- und Motorenwerke Aktiengesellschaft (NAMAG, Bremen). Die Unternehmensleitung bildeten der bisherige Hansa-Chef Robert Allmers (1872–1951) sowie August Sporkhorst. (1871–1939) von der Hansa-Automobil GmbH. Im Vorstand war der Ingenieur Sigmund Meyer, Mitbegründer und Chef der NAMAG,
Das von Hansa in die Fusion übernommene Zweigwerk in Bielefeld wurde 1916 verkauft. Das in Bielefeld entstandene Unternehmen Hansa Präzisionswerke AG fertigte etwa 1922–1928 Motorradmodelle.
Auf Initiative Sigmund Meyers gründeten 1919 die Hansa-Lloyd-Werke gemeinsam mit der Nationalen Automobil-Gesellschaft und Brennabor die „Gemeinschaft Deutscher Automobilfabriken“ (GDA), ein Kartell für den Verkauf von Pkw und Nutzkraftwagen.
Jakob Schapiro war Hansa-Lloyd-Großaktionär und hielt 30 % der Anteile. Schapiro hatte sich bei mehreren Automobilherstellern als Investor eingebracht und wurde Mitte der 1920er Jahre zahlungsunfähig. Das Hansa-Lloyd-Zweigwerk in Varel wurde 1930 geschlossen. Zwischen 1929 und 1931 übernahmen Carl F. W. Borgward und Wilhelm Tecklenborg, Inhaber der Bremer Goliath-Werke Borgward & Co. die Aktienmehrheit der Hansa-Lloyd-Werke.

## Traktorenbau
Der Traktorenbau bei Hansa-Lloyd war kurz, aber intensiv. Die Literatur dazu ist allerdings spärlich. Folgende Modelle sind bekannt geworden:
| Typ  | Zylin- | Bohrung | Hub | Hubraum | Leistung | U/  | Radstand | Gewicht | Gänge |
| Typ  | der    | mm      | mm  | cm³     | PS       | min | mm       | kg      | V/R   |
| ---- | ------ | ------- | --- | ------- | -------- | --- | -------- | ------- | ----- |
| HL18 | 4      | 95      | 130 | 3684    | 18       | 750 | 2040     | 3000    | 3/3   |
| HL25 | 4      | 110     | 145 | 5509    | 25       | 750 | 2040     | 3600    | 3/1   |
| HL35 | 4      | 110     | 145 | 5509    | 35       | 900 |          | 3700    | 3/1   |
| HL50 | 4      | 125     | 150 | 7358    | 50       | 950 |          | 6600    | 4/4   |
| HL55 | 4      | 110     | 145 | 5509    | 55       | 970 |          |         | 3/1   |

Der HL18 basierte auf einer Entwicklung des Ingenieurs Joseph Brey, der in der Zeit vor dem Ersten Weltkrieg ein als „Motorpflug“ bezeichnetes Fahrzeug entwickelt hatte, das er unter dem Namen Ilsenburger zu verkaufen versuchte. Der Ilsenburger hatte -wie heutige landwirtschaftliche Traktoren üblicherweise auch- eine lenkbare Vorderachse mit kleinen und eine angetriebene Hinterachse mit relativ großen Rädern. Zur besseren Bodenhaftung hatten die eisenbeschlagenen Hinterräder ausklappbare Greifer, die bei Straßenfahrt eingeklappt wurden, um den Straßenbelag nicht zu beschädigen. Hans-Loyd übernahm diese offenbar wenig glückliche Konstruktion 1915 und stattete sie zunächst mit einem relativ schwachen Motor aus, dem auf 18 PS gedrosselten Motor des Hansa-Lloyd 2,5-Tonners. Damit war das Fahrzeug indessen untermotorisiert, infolgedessen baute man den für den 3,5-Tonner bestimmten Motor des Hansa-Lloyd „Regel-3-Tonners“, auch hier auf 25 bzw. 35 PS gedrosselt, ein; in diesen Varianten hieß das Fahrzeug HL25 bzw. HL35. Der HL50 war eine noch stärkere Variante mit dem Motor des Hansa-Lloyd Fünftonner-LKW. Im Jahr 1924 erschien der HL55: Der im HL35 verwendete Motor war auf 55 bis 60 PS gebracht worden. Zumindest HL25 und HL35 wurden in für damalige Verhältnisse großen Stückzahlen unter dem Namen „Trekker“ von 1915 bis mindestens 1924 gebaut mit der Folge, dass in Deutschland bis heute umgangssprachlich jeder Ackerschlepper häufig auch als „Trecker“ bezeichnet wird.

### Stückzahlen
Aus den überlieferten Werksunterlagen sind gebaute Stückzahlen nicht ersichtlich. Der HL18 wurde wegen seiner zu schwachen Leistung entweder nur als Prototyp oder in einer Kleinserie gebaut. Nach
dem bisherigen herrschenden Schrifttum wurde der HL25 nur von 1915 bis 1919 gefertigt und dann -ebenfalls wegen zu geringer Leistung- vom HL35 (auch „Treff Bube“ genannt) abgelöst, der bis 1922 weitergebaut wurde. Den HL50 gab es nur 1916, ob nur als Einzelexemplar oder in Kleinserie, bleibt offen. Der HL55 wurde nur 1924 gebaut. Insgesamt sei der Traktortyp „wenig erfolgreich“ gewesen.
Mittlerweile sind Quellen aufgetaucht, die ein etwas anderes Bild ergeben: Danach sind HL25 und HL35 ab 1915 bis 1924 parallel nebeneinander bei Hansa-Lloyd gebaut worden, HL25 allerdings ab etwa 1922 nur noch in verschwindend geringen Stückzahlen. Insgesamt lässt sich anhand des für 1924 in Deutschland vorhandenen Traktorenbestandes die von 1915 bis 1924 produzierte Stückzahl auf über 400 HL25 und etwa 900 HL35 schätzen, vom ab 1924 gebauten HL55 bzw. HL60 dürften mindestens 40 Stück gefertigt worden sein. Sowohl HL35 wie auch HL55 mögen noch bis ins Jahr 1925 in unbekannter Stückzahl weitergebaut worden sein. Der Bau des HL25 wurde offenbar nicht wegen zu schwacher Leistung aufgegeben, sondern weil ab 1922/3 der  modernere, sehr zuverlässige und preiswertere Fordson Model F mit etwa ähnlicher Leistung auch auf dem deutschen Markt erhältlich war und daher in der Folgezeit in Tausenden von Exemplaren von deutschen Landwirten gekauft wurde.

## Hansa-Lloyd und Goliath-Werke
Zum Jahresende 1931 fusionierte die Hansa-Lloyd Werke A.G., das ehemalige NAMAG-Werk in Hastedt, mit der benachbarten Borgward & Co. zur „Hansa-Lloyd und Goliath-Werke Borgward & Tecklenborg oHG“. Hansa-Lloyd ergänzte mit seinem Lkw-Programm Borgwards Palette von kleinen Nutzfahrzeugen, gleichzeitig ermöglichten die ausgedehnten Hansa-Lloyd-Werksanlagen Borgward & Tecklenborg die Fertigung von Personenwagen. Die Marke Hansa-Lloyd wurde von dem neuen Unternehmen noch bis 1937 für Lastkraftwagen verwendet. Die Aktiengesellschaft Hansa-Lloyd wurde erst 1939 im Handelsregister gelöscht.
Die Bezeichnung Hansa verwendeten die „Hansa-Lloyd und Goliath-Werke“ weiterhin für Personenwagen. Als erste Modelle kamen 1933 die erfolglosen heckgetriebenen Modelle Hansa 400 und 500 auf den Markt. Als Vorgänger galt der Kleinstwagen Goliath Pionier, dessen Verkaufszahlen nach der im April 1933 erfolgten Abschaffung der Kraftfahrzeugsteuer im Deutschen Reich rapide sanken. Unter großem Zeitdruck musste daher der Chefkonstrukteur Herbert Scarisbrick die neuen Mittelklassewagen Hansa 1100 und 1700 entwickeln.
Die neuen Hansa-Modelle waren im Frühjahr 1934 auf der 24. Internationalen Automobil- und Motorrad-Ausstellung (IAMA) in Berlin erstmals zu sehen. Für den Bau der neuen Modelle erwarb Borgward im März 1934 einen Teil der Hallen der Norddeutschen Waggonfabrik, im Juli 1934 ging der Hansa 1100 in Produktion und im September der Hansa 1700 (mit Sechszylindermotor und 40 PS). Die Modelle bekamen großen Zuspruch, da der Preis auch noch unter dem der meisten Konkurrenten lag. Der 1100 kostete anfangs 2.750 Reichsmark (RM), der 1700 war für 3.250 RM erhältlich. Es wurden rund 27.000 Fahrzeuge verkauft.
Von den Modellen wurden auch „Sport-Cabriolets“ hergestellt, besonders herausragend ist der 1936 erschienene „Hansa 1700 Sportwagen“ mit einer Karosserie von Hebmüller. Der Motor brachte es dank Doppelvergaser auf 46 PS und 125 km/h. Wegen des Preises von 5.000 RM wurden aber nur elf Fahrzeuge verkauft. 1937 wurden noch einige Prototypen des 1500 mit 40 PS und 125 km/h entwickelt, die aber nicht mehr in die Produktion gingen. Weiterhin wurden die bewährten Modelle 1100 und 1700 produziert.
Im Zweiten Weltkrieg wurde bei dem Luftangriff auf Bremen vom 12. Oktober 1944 das Hastedter Werk zum großen Teil zerstört.

Fahrzeuge
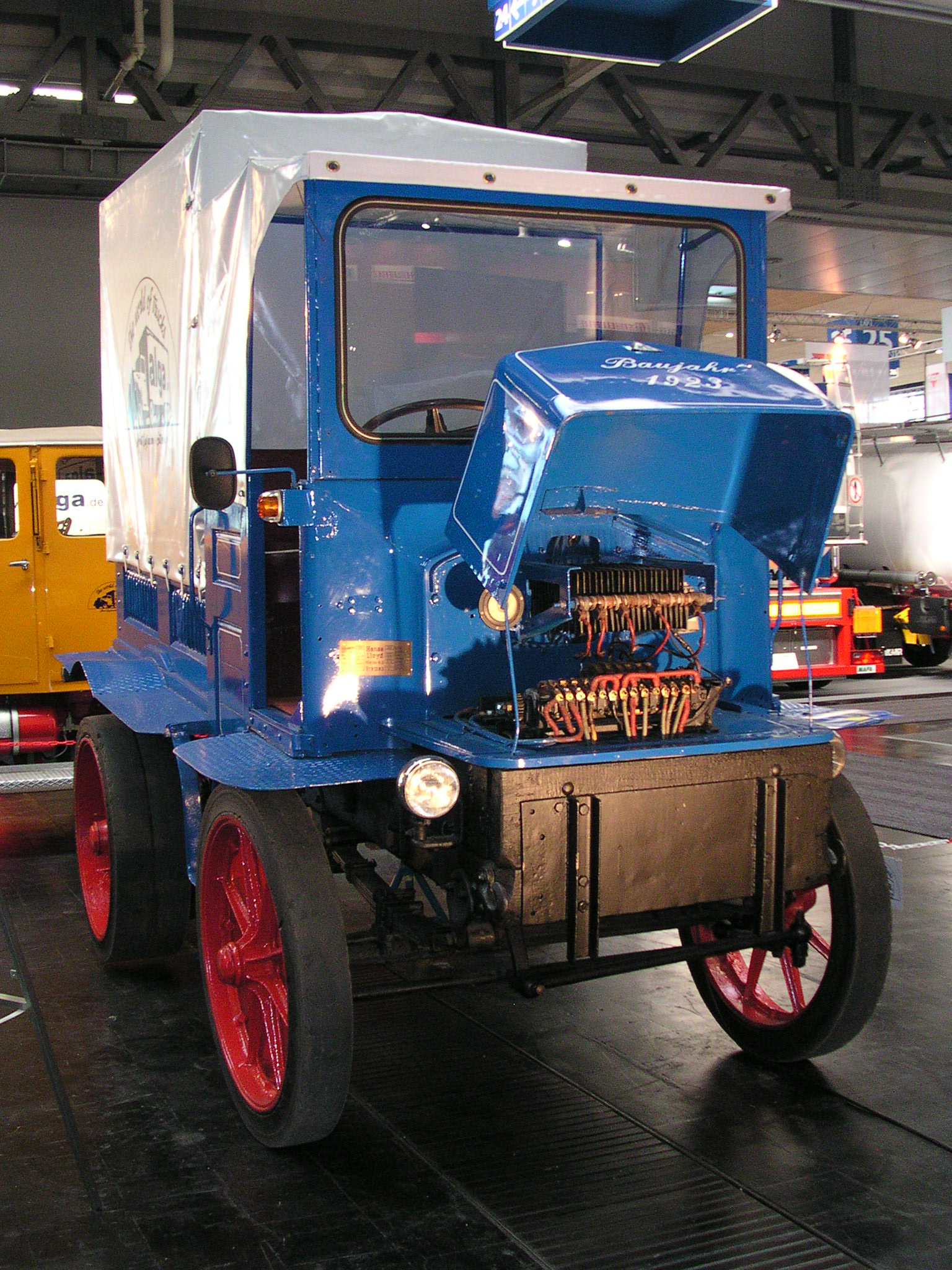
Hansa-Lloyd Elektro-Lastwagen CL5 oder DL5, Bj. 1923
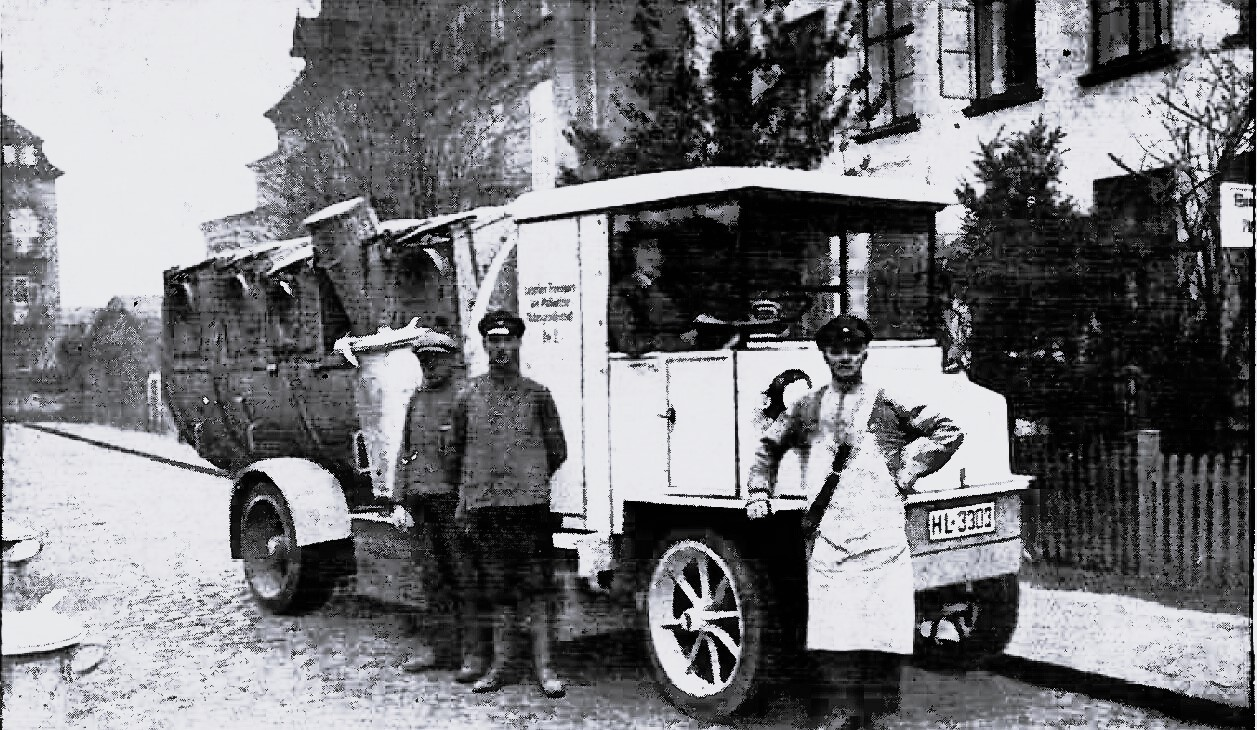
Lübecker Transport- und Müllabfuhr-Aktiengesellschaft (1928)
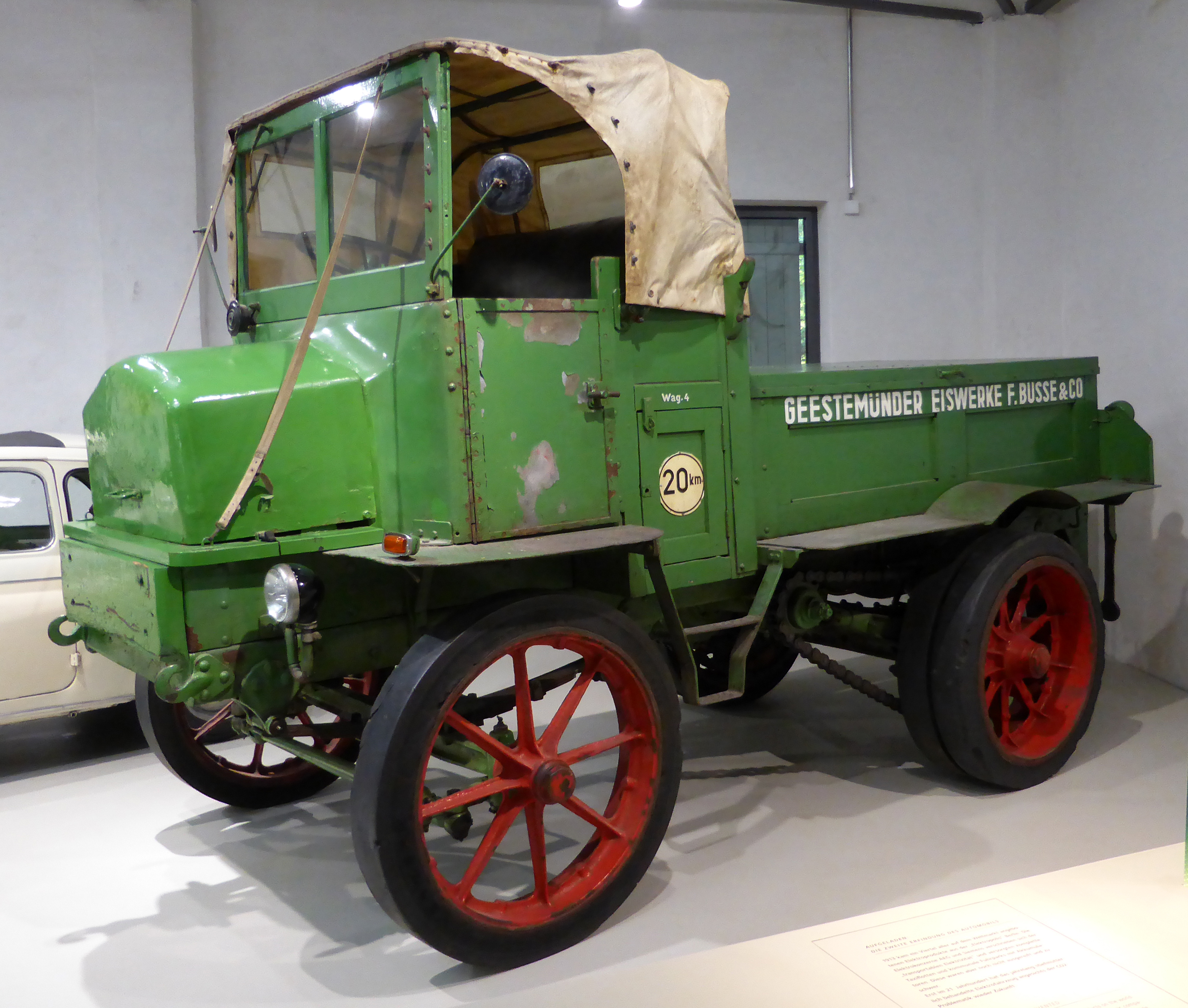
Elektro-Schlepper Typ DL 5, Bj. 1935
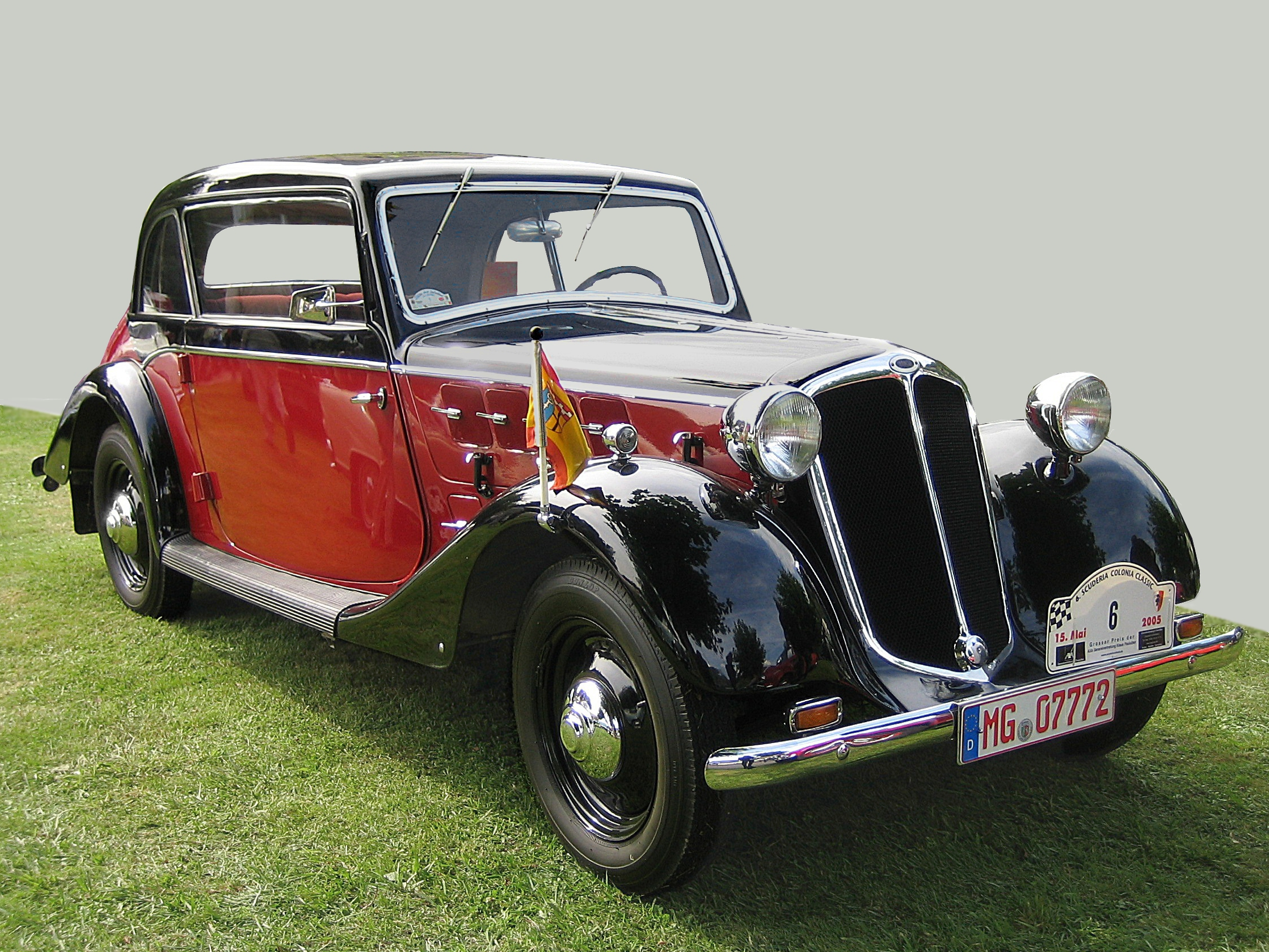
Hansa 1100 von 1937
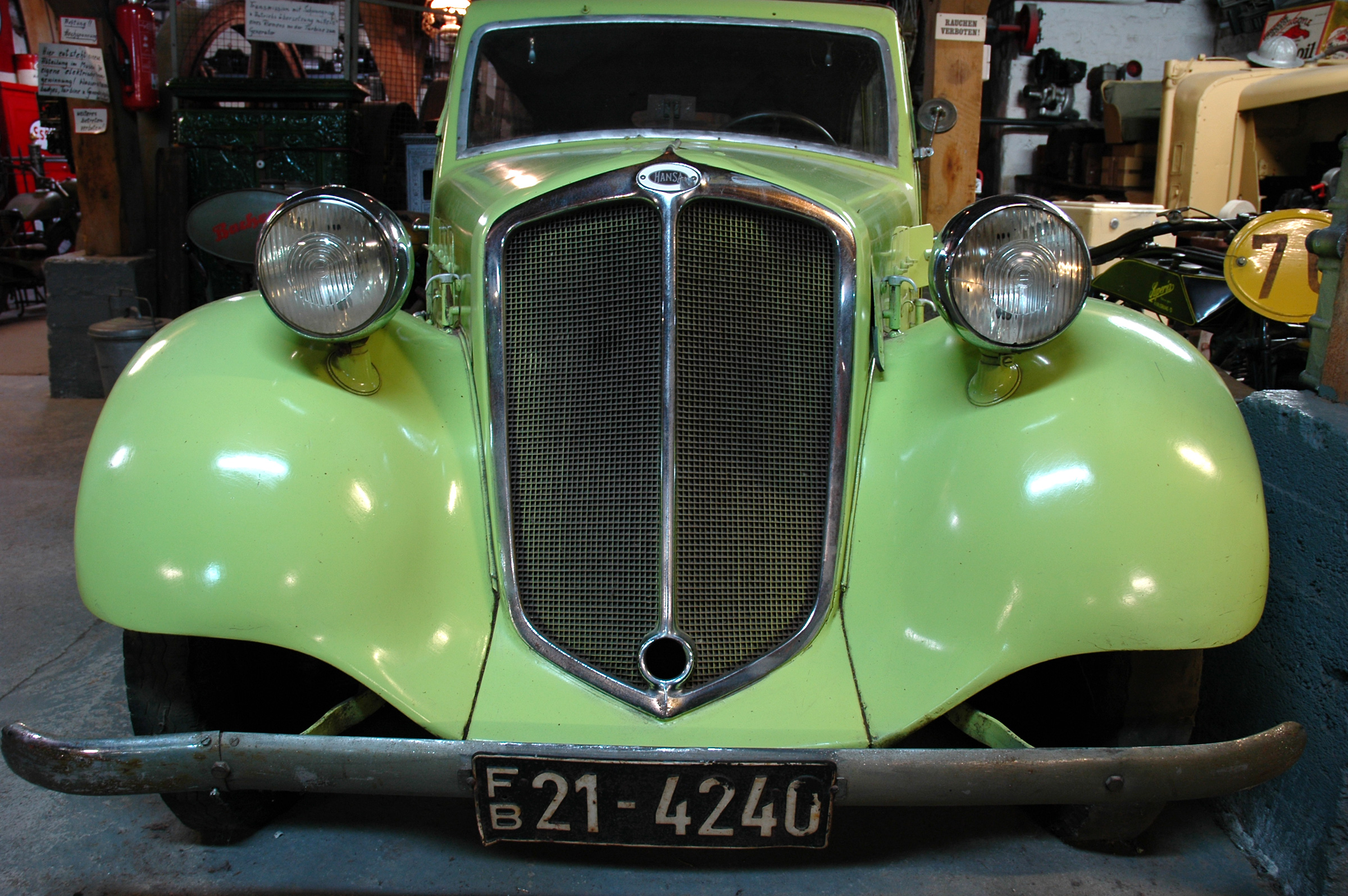
Hansa 1100 im Fahrzeugmuseum Marxzell
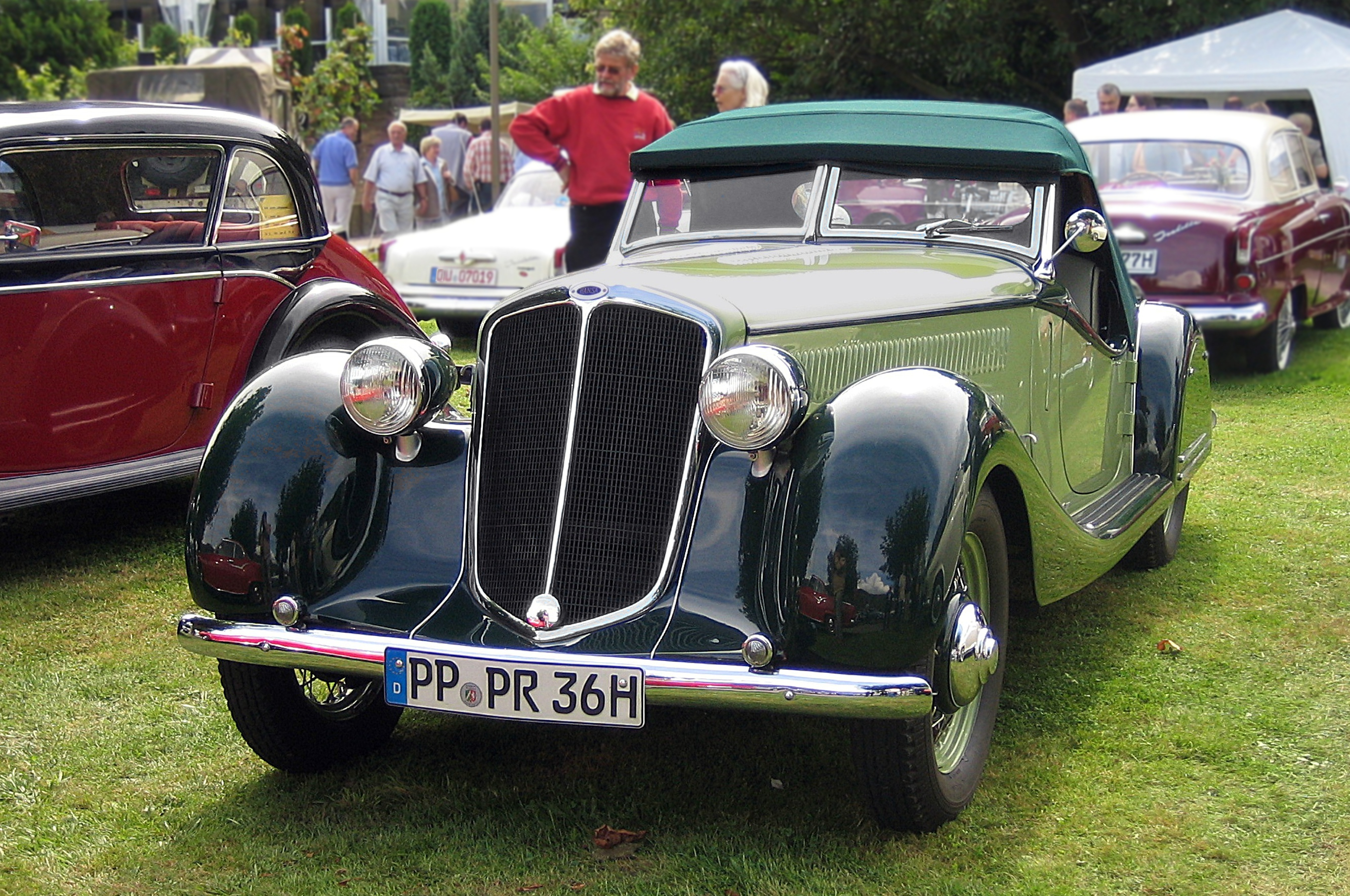
Hansa 1700 Sport
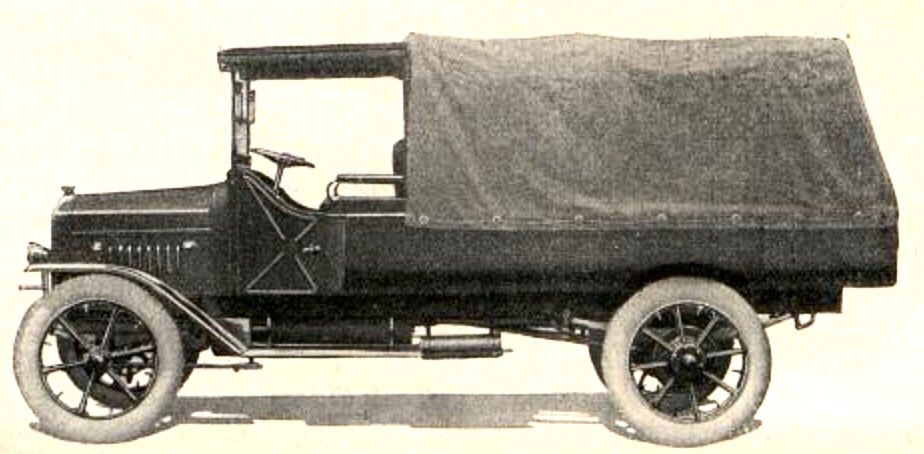
Hansa-Lloyd 1,5 t um 1922

## Produzierte Fahrzeuge
Im Verlauf der Unternehmensgeschichte wurden etliche Fahrzeugmodelle zu mehreren Fahrzeugsparten hergestellt, was wegen Unternehmensumwandlungen mit folgenden Darstellungen und Zeitleisten etwas besser nachvollziehbar sein soll.

### Militärfahrzeuge
Wie die meisten Fahrzeughersteller in Deutschland war auch Hansa-Lloyd ein Unternehmen, das auch die deutschen Streitkräfte mit Fahrzeugen versorgte.

#### Erster Weltkrieg

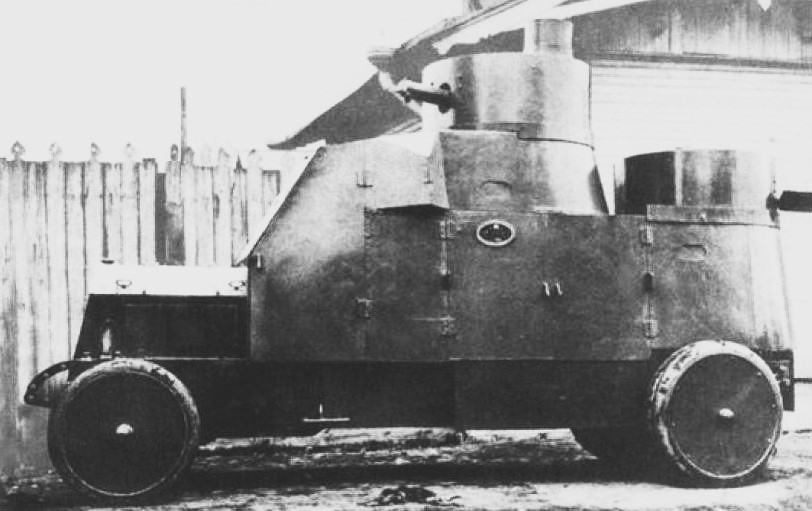
Bylinsky Hansa-Lloyd

bereits im Ersten Weltkrieg Hansa-Lloyd war als Fahrzeuglieferant im  Deutschen Heer bekannt. Bereits 1914 wurde der Hansa Lloyd Typ 3,5 t an die Kaiserliche Armee geliefert und dort mit verschiedenen Aufbauten genutzt. Bemerkenswert ist ein 1917 in Russland entstandener Panzerwagen auf einem Fahrgestell der deutschen Firma, der Bylinsky-Hansa-Lloyd. Bei diesen Fahrzeugen handelte es sich aber oft um Einzelfahrzeuge, oder kleine Manufaktur-Serien.

#### Deutsche Wiederaufrüstung
Wie auch andere Firmen gelang es Hansa-Lloyd sich einen Anteil an den frühen Entwicklungsprojekten des deutschen Heereswaffenamtes zu sichern. Hansa-Lloyd wurde zur Patenfirma für die Entwicklung des Halbkettenfahrzeug Sd.Kfz. 11, einem Zugkraftwagen für Anhängelaste mit einer Zuglast von 3 t. Die Entwicklung begann im Jahr 1933 in der Firma Hansa-Lloyd-Goliath Werke Borgward & Tecklenborg. Hierbei erhielt der erste Prototyp die Bezeichnung HL.kl.2 (Hansa-Lloyd, Kette-Lastwagen, 2. Modell). Bis 1936 wurden weitere Prototypen gebaut und auch ein Halbketten-Waffenträger für als motorisiertes Tank-Abwehrfahrzeug (Panzerjäger), auf dem Fahrgestell HL kl3 (H), wurde konzipiert und ein Panzerjäger-Prototyp ab 1936 getestet. Mit dem Modell HL kl 5 begann 1936 die Serienfertigung der 3t-Halbketten bei Hansa-Lloyd (nunmehr als Borgward). Borgward musste im Rahmen der Typenbeschränkung im zweiten Vierjahres-Programm, dem Schell-Plan folgend, die weitere Entwicklung der 3t-Zugkraftwagen 1937 zu Beginn der Serie HL kl 6 an die Firma Hanomag in Hannover abgeben. Auch wenn das Modell HL kl 6 bis Kriegsende einige Veränderungen erfuhr, wurde der Typ doch bei Borgward und bei der Auto Union AG praktisch bis zum Kriegsende über 10.000-mal produziert. Fahrgestelle kamen in Lizenz auch aus den Adlerwerken Frankfurt am Main. Auto-Union Zwickau, Škoda und Hanomag. Besondere Bedeutung hatten die Borgward-Halbketten als Zugfahrzeuge für leichtere und mittelschwere Geschütze und insbesondere auch in der Nebeltruppe, den chemischen Kampftruppen, die vor Beginn des Zweiten Weltkriegs aufgebaut wurde. Für diese Truppengattung wurden viele spezielle Aufbauten entworfen.
Ein Spezialfahrzeug, welches auf dem Halbketten-Fahrgestell aufbaute, war das Sd.Kfz. 11 DGzRS (Deutsche Gesellschaft zur Rettung Schiffbrüchiger), dass konzipiert wurde, um im sandigen Dünengelände Einsatzausrüstung an den Strand zu bringen.

#### Zweiter Weltkrieg
Noch vor Beginn des Zweiten Weltkrieges wurde die Firma Borgward 1938 mit der Entwicklung eines gepanzerten Munitionsschlepper beauftragt. Vergleichbare Fahrzeuge waren in Frankreich bereits im Einsatz. Nachvollziehbarerweise, war die Kettenkonstruktion des als VK 3.01 bezeichneten Fahrzeugentwurfs, stark durch die im Unternehmen verfügbaren Bauteilen des Sd.Kfz. 11 beeinflusst. Nach einer Testserie von 20 Fahrzeugen, wurde eine Überarbeitung gefordert und es entstand der gepanzerten Munitionsschlepper VK 3.02, von dem ab 1941 eine Serie von 160 Fahrzeugen gefertigt wurde. Den zuvor platzierten Kontrakt über 400 Fahrzeuge sollte Borgward dann mit 240 Fahrzeugen von dem neu entworfenen schweren Ladungsträger, dem Borgward B IV, erfüllen. Die Fertigung dieser Fahrzeuge wurde im Rahmen zusätzlicher Kontrakte bis September 1944 weitergeführt.
Ein weiterer Entwicklungszweig im Haus Borgward wurde 1939 begonnen. Das Heereswaffenamt forderte einen „Beton-Wagen mit Räumwalzen“ für die Spezialpioniere des Heeres, der letztlich einen Durchbruch durch die starke Befestigungsanlagen der Maginot-Linie unterstützten sollte. Die auf Basis dieser Forderung entwickelten Minenräumwagen Borgward B I und Borgward B II sind relativ wenig bekannt geworden. In der Zusammenarbeit mit der Firma Hagenuk (Kiel) wurden günstige, funklenkbare Fahrzeuge entwickelt. Im Einsatz durch die Wehrmacht sammelte diese viele Erfahrungen, welche letztlich unter Einbeziehung der Erfahrungen mit einem dritten Borgward Fahrzeug, der amphibischen „Borgward-Ente“, die technischen Anforderungen an den Borgward B IV definierte.

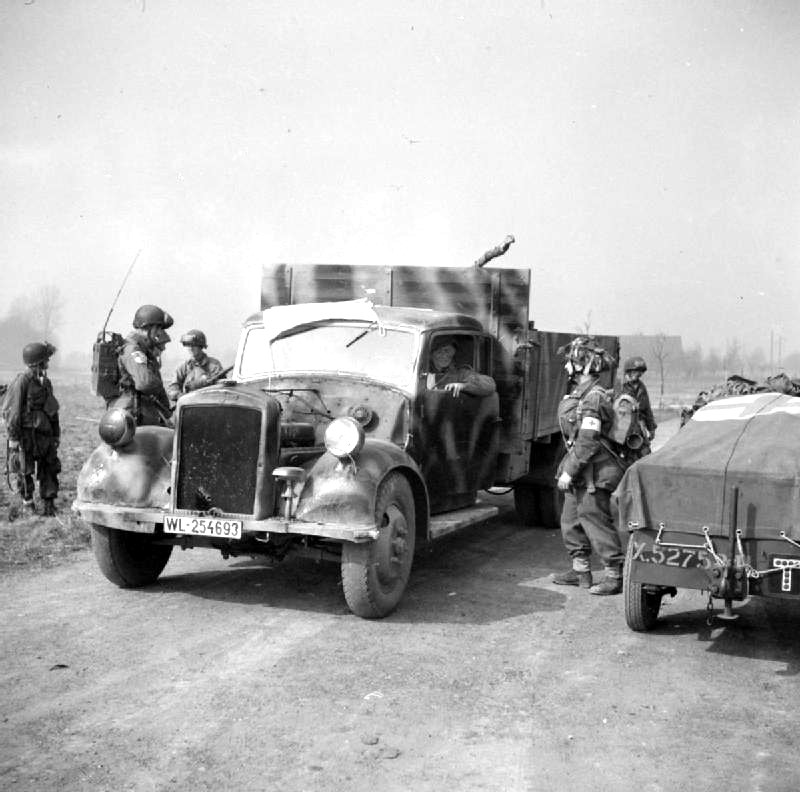
Hansa-Lloyd-Wehrmachtsfahrzeug bei der British Army
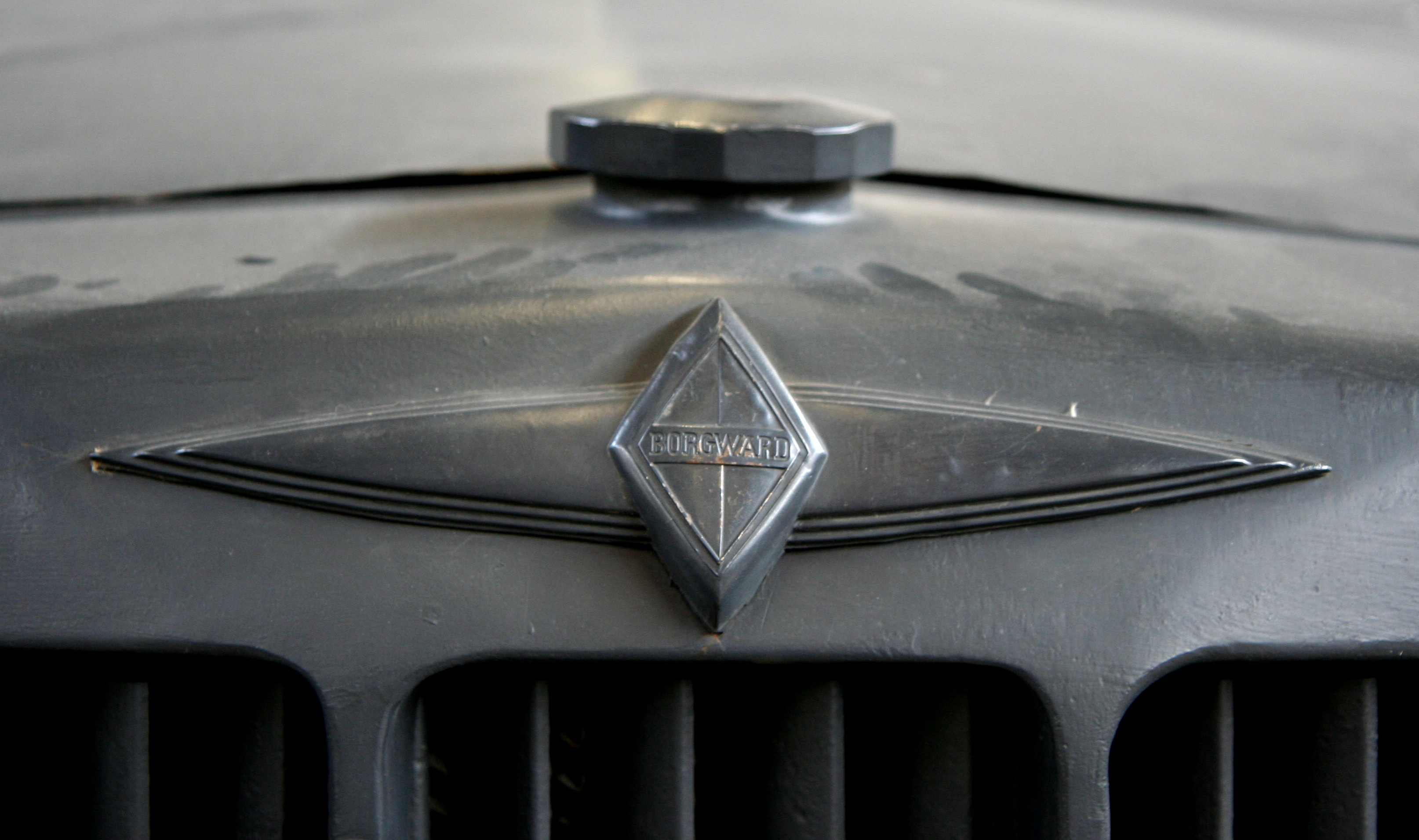
Borgward der Nebeltruppe im Panzermuseum Munster
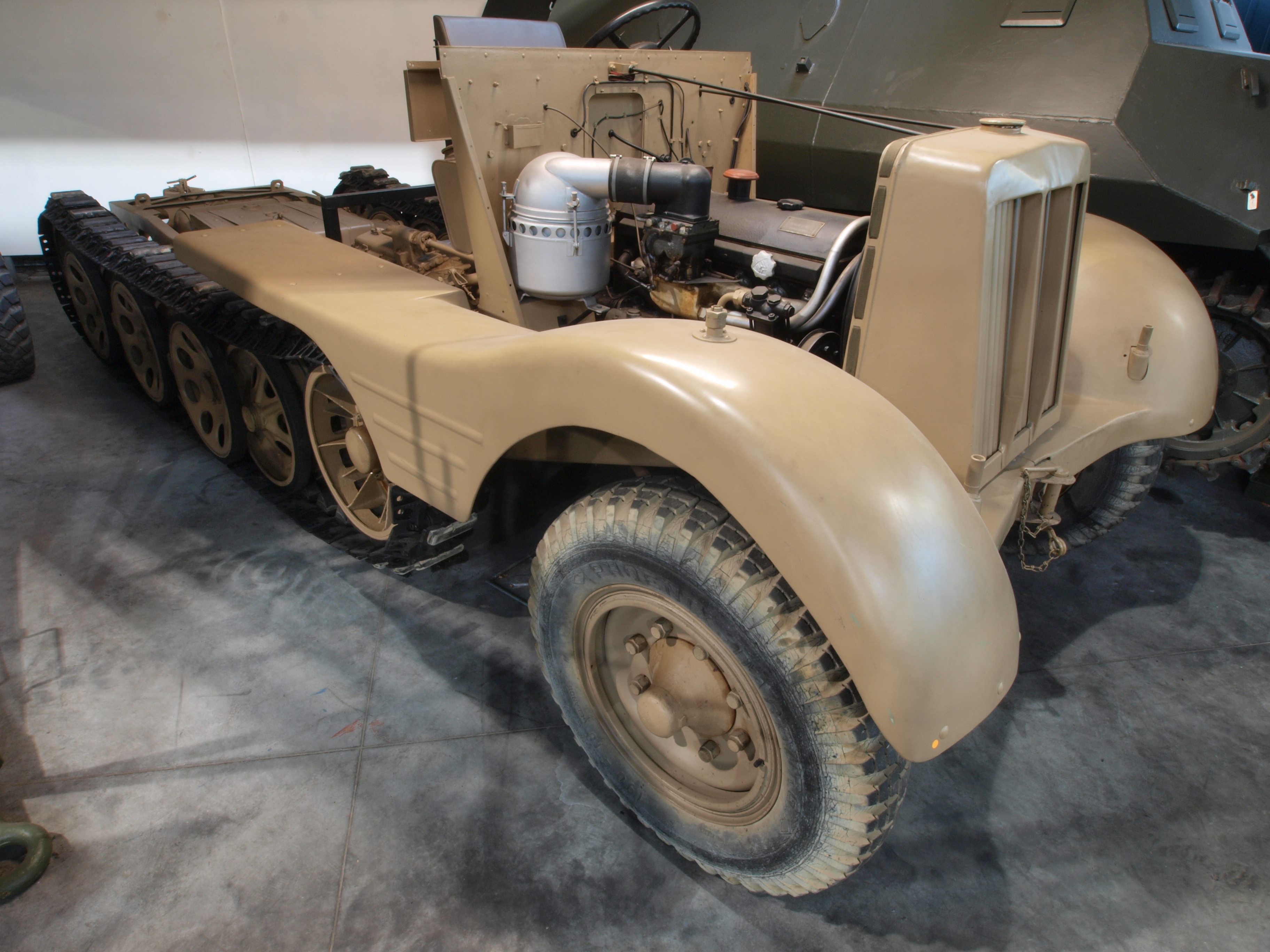
Fahrgestell HL kl6 in der WTS Koblenz
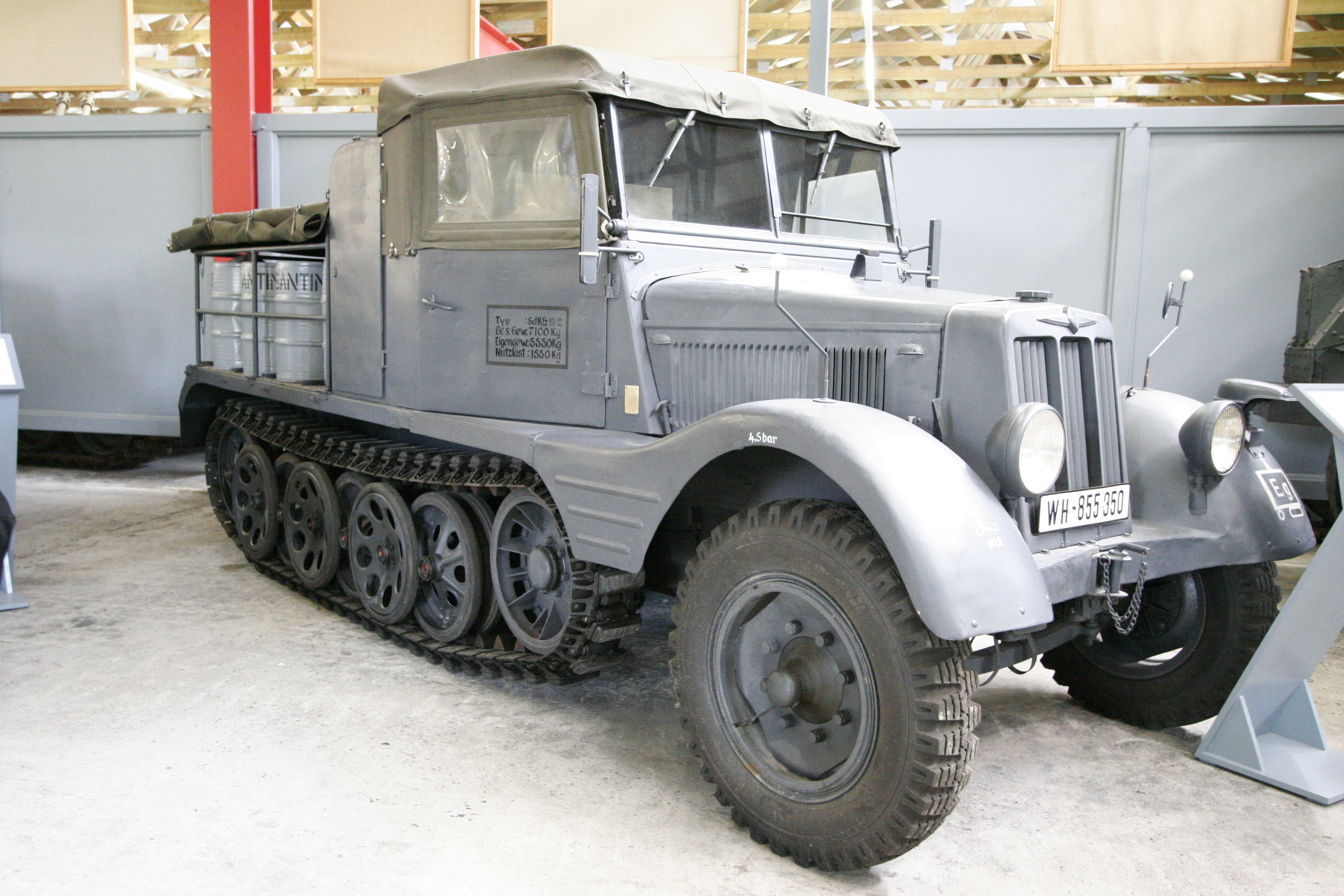
Sd.Kfz. 11
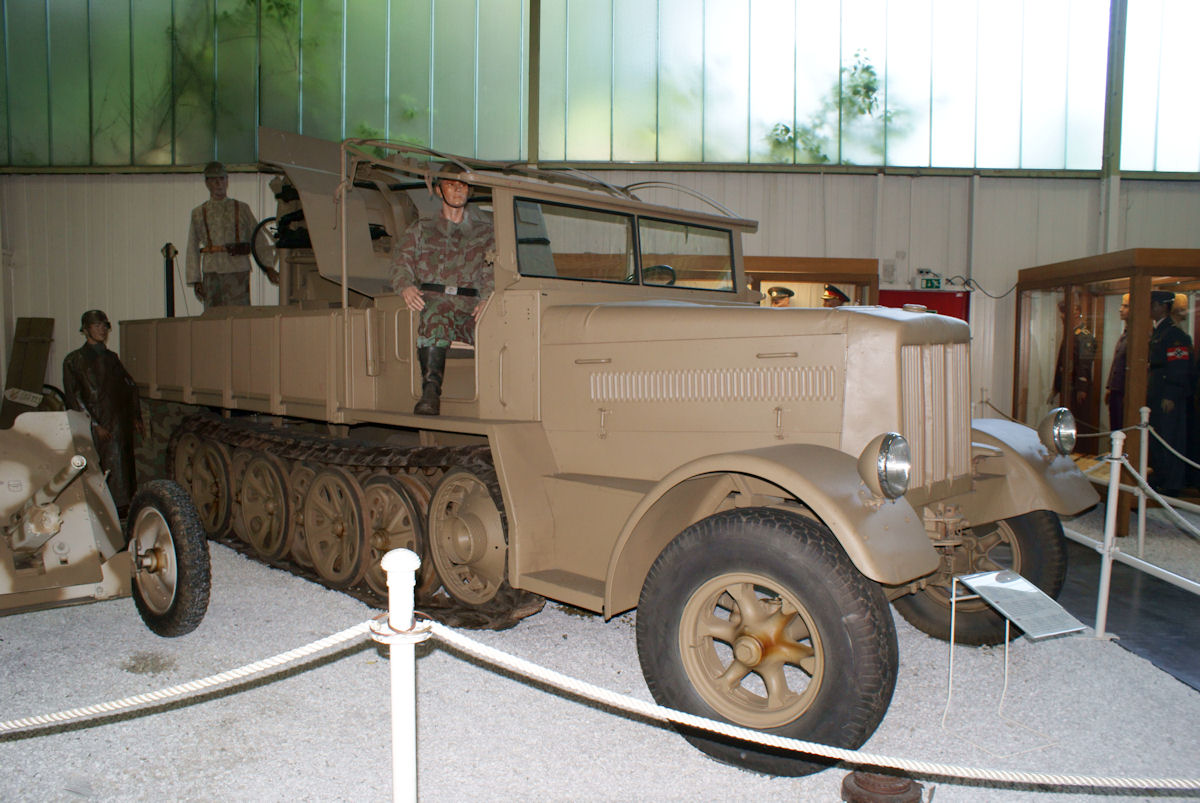
Lizenz-Fertigung Sd.Kfz. 7